# Acksjön (Dunkers socken, Södermanland)
Acksjön är en sjö i Flens kommun i Södermanland och ingår i Nyköpingsåns huvudavrinningsområde. Sjön har en area på 0,155 kvadratkilometer och ligger 58,1 meter över havet. Sjön avvattnas av vattendraget Henarån.

## Delavrinningsområde
Acksjön ingår i det delavrinningsområde (655693-155945) som SMHI kallar för Utloppet av Acksjön. Medelhöjden är 66 meter över havet och ytan är 1,25 kvadratkilometer. Det finns inga avrinningsområden uppströms utan avrinningsområdet är högsta punkten. Henarån som avvattnar avrinningsområdet har biflödesordning 4, vilket innebär att vattnet flödar genom totalt 4 vattendrag innan det når havet efter 80 kilometer. Avrinningsområdet består mestadels av skog (87 procent). Avrinningsområdet har 0,1 kvadratkilometer vattenytor vilket ger det en sjöprocent på 7,8 procent.